# Tooni
Tooni – wieś w Estonii, w prowincji Tartu, w gminie Piirissaare.